# Mussy-la-Ville
Pour les articles homonymes, voir Mussy.
Mussy-la-Ville (en Luxembourgeois : Missech/Misseg, en allemand Mutzich) est une section de la commune belge de Musson située en Région wallonne dans la province de Luxembourg.
C'était une commune à part entière avant la fusion des communes de 1977.

## Toponymie
Mussy-la-Ville s'appelait Mutzich en 1470.

## Géographie
Situé à une dizaine de kilomètres à l'est de Virton, le village fait partie de la Gaume, sous-région culturelle où la langue vernaculaire est le gaumais. Il se trouve à deux kilomètres au nord de la frontière française, du département de Meurthe-et-Moselle et de la région Lorraine.

## Évolution démographique
- Source: INS recensements population

## Histoire

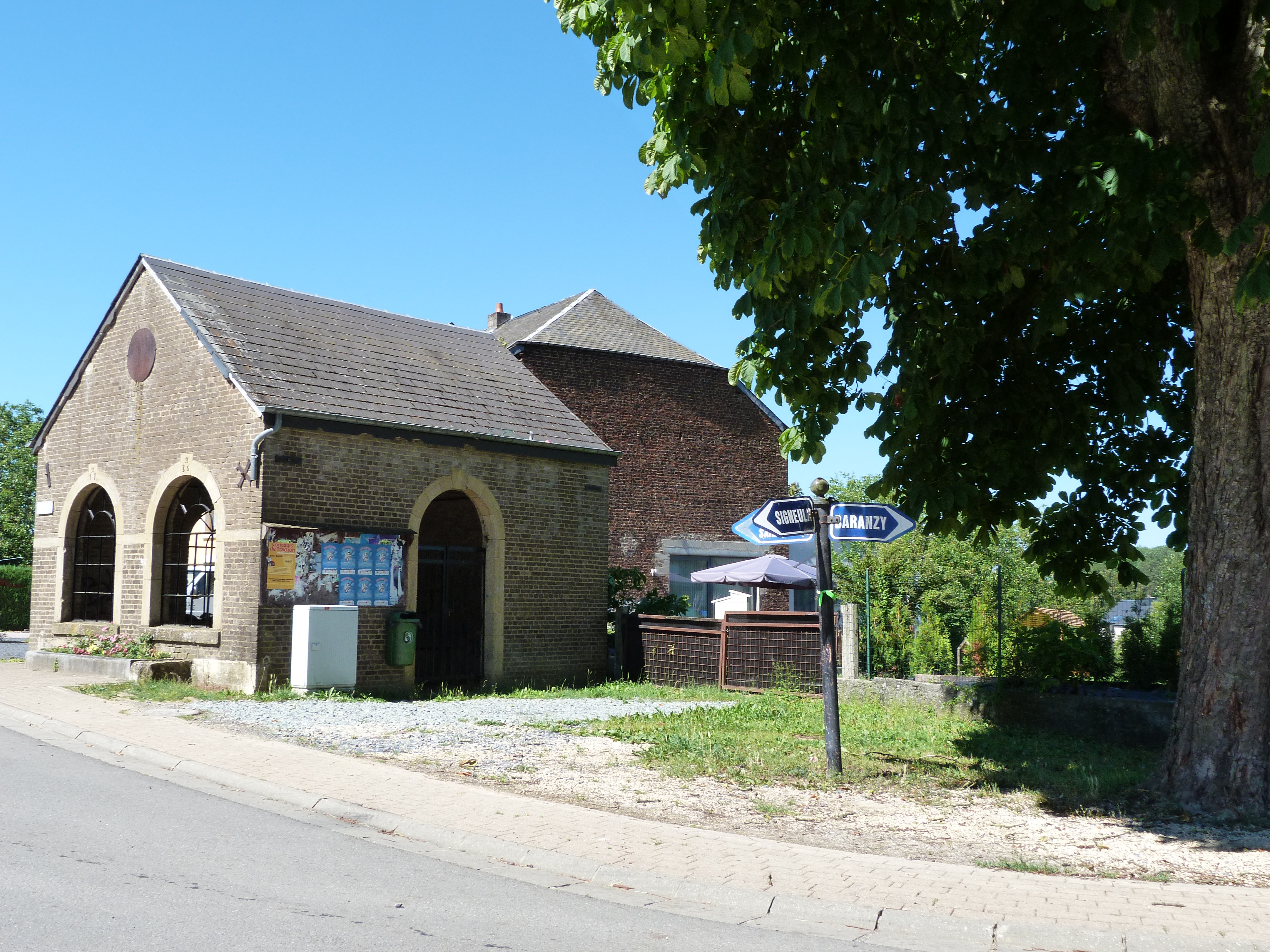
L'ancien lavoir en haut du village.

### Première guerre mondiale
Le 22 août 1914, des unités de l'armée impériale allemande — probablement les 123e, 1234e, 120e et 127e RI — passèrent par les armes 13 civils et détruisirent 55 maisons, lors des atrocités allemandes commises au début de l'invasion. Le curé de la paroisse, Jean-Vital Alexandre, a été exécuté par les Allemands, le 25 août 1914 à Tellancourt.

## Liste des bourgmestres de 1830 à 1977
- Joseph Dubois, de 1871 à 1875, (Parti Catholique).

## Patrimoine et culture

### Patrimoine architectural
- L’église est dédiée à Saint-Pierre[3].

## Enseignement
- École libre Saint-Pierre de Mussy-la-ville[4] / École Communale de Mussy-la-ville.

## Personnalités
- Étienne Lenoir (1822-1900), le concepteur de l'un des premiers moteurs à combustion interne et l'inventeur de ce qui allait devenir le moteur à explosion, est né dans une petite maison de la grand-rue.
- Jean-Vital Alexandre (1868-1914), curé de Mussy-la-Ville, fut exécuté par les Allemands en 1914.
- Saule  (1977-?), chanteur, habite le village.